# Lech Kaczyński

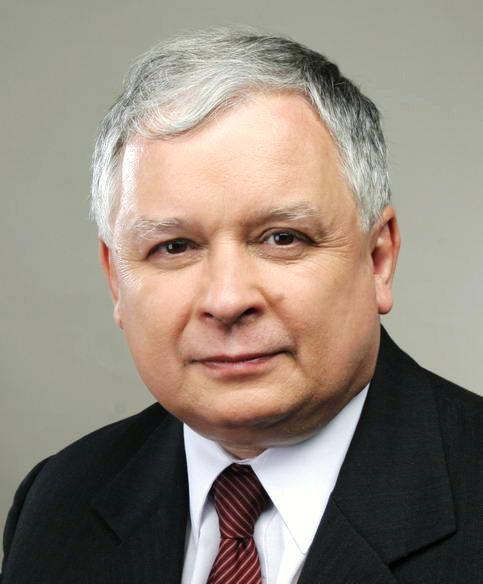
Lech Kaczyński (2006)

Lech Aleksander Kaczyński (Aussprache: [ˈlɛx alɛk'sandɛr kaˈtʂɨɲskʲi], anhörenⓘ; * 18. Juni 1949 in Warschau, Volksrepublik Polen; † 10. April 2010 bei Smolensk, Russland) war ein polnischer Politiker und Jurist. Er war vom 23. Dezember 2005 bis zu seinem Tod Staatspräsident Polens.
In der Volksrepublik Polen wirkte Kaczyński als juristischer Berater der unabhängigen Gewerkschaft Solidarność. Im Zuge des Systemwechsels zur Demokratie wurde er im Juni 1989 in den polnischen Senat gewählt, dem er bis 1991 angehörte. Unter Staatspräsident Lech Wałęsa war Kaczyński 1991 Staatsminister für Sicherheit in der Präsidialkanzlei. Anschließend war er bis 1993 Abgeordneter im Sejm und von 1992 bis 1995 Präsident des Obersten Rechnungshofs. Danach lehrte der habilitierte Rechtswissenschaftler als außerordentlicher Professor an der Universität Danzig und der Kardinal-Stefan-Wyszyński-Universität Warschau. Von 2000 bis 2001 war er Justizminister Polens.
Mit seinem Zwillingsbruder Jarosław gründete er 2001 die nationalkonservative Partei Recht und Gerechtigkeit, deren erster Vorsitzender Lech Kaczyński bis 2003 war. Von 2002 bis 2005 amtierte er als Stadtpräsident (Bürgermeister) von Warschau. Bei der Präsidentschaftswahl 2005 wurde Kaczyński mit 54 Prozent der Stimmen in der Stichwahl zum vierten Präsidenten der Dritten Polnischen Republik gewählt. Sein Bruder Jarosław Kaczyński war von 2006 bis 2007 Ministerpräsident des Landes, sodass das Brüderpaar gleichzeitig die beiden höchsten Regierungsämter innehatte. Lech Kaczyński starb, zusammen mit seiner Frau Maria und zahlreichen weiteren polnischen Amts- und Mandatsträgern, beim Flugunfall von Smolensk.

## Familie, Ausbildung, Beruf

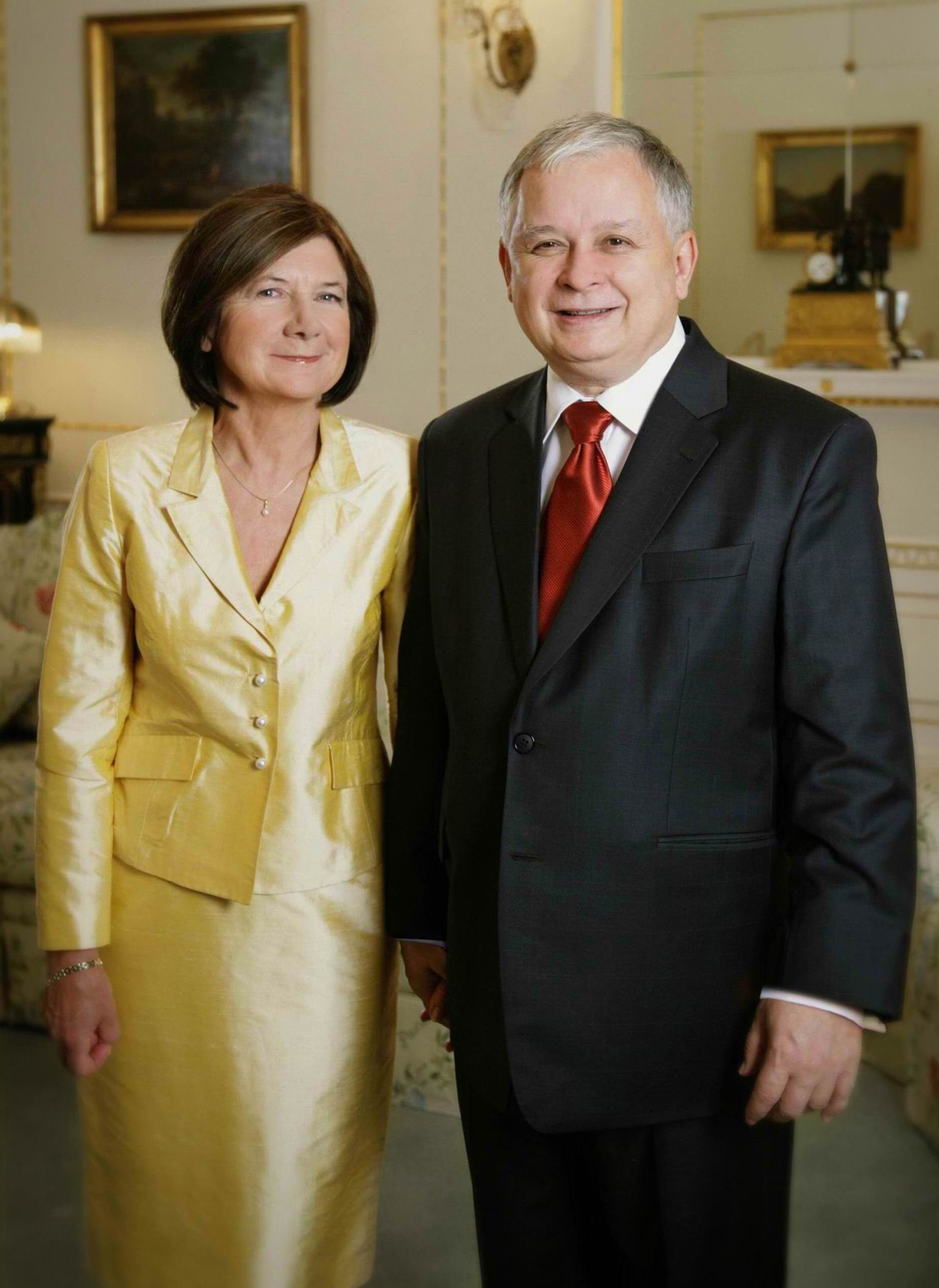
Lech Kaczyński mit seiner Ehefrau Maria

Lech Kaczyński wurde als Sohn von Rajmund Kaczyński und Jadwiga Jasiewicz (1926–2013) geboren, die beide im Warschauer Aufstand von 1944 in den Reihen der polnischen Heimatarmee gegen die Wehrmacht gekämpft hatten. Zwei seiner Urgroßväter waren hohe Offiziere in der Zarenarmee gewesen.
Gemeinsam mit seinem Zwillingsbruder Jarosław stand Kaczyński 1962 in dem polnischen Kinderfilm O dwóch takich, co ukradli księżyc (dt. Die zwei Monddiebe) von Jan Batory vor der Kamera. In dieser Verfilmung des gleichnamigen Romans von Kornel Makuszyński aus dem Jahr 1928 spielten die Brüder die Hauptrollen des Placek (Lech Kaczyński) und Jacek (Jarosław Kaczyński).
1972 schloss Kaczyński das Jurastudium an der Universität Warschau ab. Ab 1972 war er als wissenschaftlicher Mitarbeiter am Lehrstuhl für Arbeitsrecht der Universität Danzig tätig, wo er 1980 promoviert wurde und sich 1990 habilitierte. 1996 bis 1999 lehrte er als außerordentlicher Professor an der Universität Danzig und ab 1999 an der Kardinal-Stefan-Wyszyński-Universität in Warschau.
Kaczyński war mit Maria Kaczyńska geb. Mackiewicz verheiratet. Ihre gemeinsame Tochter Marta wurde 1980 geboren.
Am 10. April 2010 starben Kaczyński und seine Frau bei dem Flugunfall von Smolensk 2010 nahe dem Militärflugplatz Smolensk-Nord.

## Demokratische Opposition in der Zeit der Volksrepublik Polen
Seit Herbst 1977 war Kaczyński als Aktivist für das oppositionelle Komitee zur Verteidigung der Arbeiter (poln. Komitet Obrony Robotników) und im Zeitraum zwischen 1978 und 1980 in den Freien Gewerkschaften der Küste (poln. Wolne Związki Zawodowe Wybrzeża) in Danzig tätig. Beide Organisationen wurden 1980 in die neu gegründete unabhängige Gewerkschaftsbewegung Solidarność eingegliedert.
Im August 1980 gehörte Kaczyński zu den juristischen Beratern der Solidarność in der Danziger Werft. Während des Kriegszustandes war er zwischen Dezember 1981 und Oktober 1982 interniert. In den darauf folgenden Jahren war er in verschiedenen Funktionen als Mitarbeiter von Lech Wałęsa in den Untergrundstrukturen der Solidarność tätig.

## Politische Laufbahn ab 1989

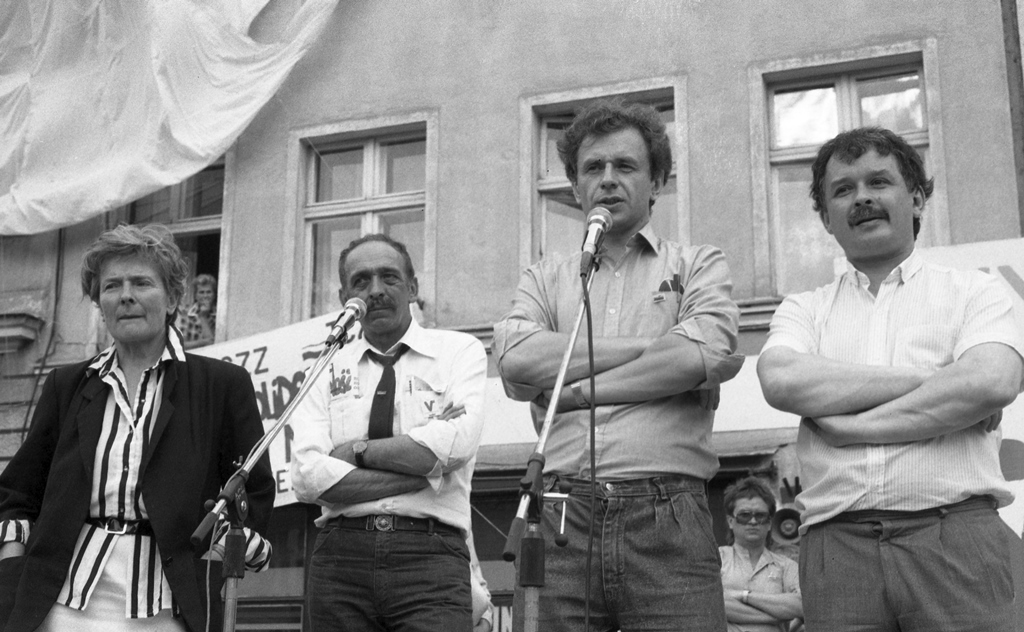
Lech Kaczyński (rechts) mit anderen Vertretern des Bürgerkomitees „Solidarność“ bei einer Wahlveranstaltung in Tczew, Mai 1989

### Senator, Abgeordneter und Minister
Anfang 1989 nahm Kaczyński an den Verhandlungen am Runden Tisch teil und wurde bei der ersten teilweise freien Wahl im Juni 1989 als Senator des Bürgerkomitees „Solidarność“ in den wiedererrichteten polnischen Senat gewählt. In der Legislaturperiode bis 1991 saß er im „Parlamentsklub der Bürger“ (Obywatelski Klub Parlamentarny). Der im Mai 1990 von seinem Zwillingsbruder Jarosław aus dem konservativen Flügel der Solidarność gegründeten Partei Porozumienie Centrum (PC; Zentrumsallianz) gehörte Lech Kaczyński formell nicht an, stand ihr aber nahe. Der Ende 1990 zum Staatspräsidenten gewählte Solidarność-Anführer Lech Wałęsa ernannte Kaczyński im März 1991 zum Staatsminister in seiner Präsidialkanzlei, zuständig für das Büro für nationale Sicherheit, entließ ihn aber Ende Oktober 1991 wieder.
Bei der Parlamentswahl im Oktober 1991 wurde Kaczyński über die Liste der „Zentrums-Bürgerallianz“ (Porozumienie Obywatelskie Centrum) in den Sejm gewählt. Diesem gehörte er bis zur vorgezogenen Neuwahl 1993 an, als die PC mit 4,4 % der Stimmen an der neu eingeführten 5-%-Hürde scheiterte. Von 1992 bis 1995 leitete er die Oberste Kontrollkammer, ein zentrales Organ der Finanzkontrolle. Die Zentrumsallianz nominierte Kaczyński 1995 als Kandidaten für das Amt des Präsidenten der Republik, er verzichtete jedoch noch vor dem ersten Wahlgang zugunsten des Rechtskonservativen Jan Olszewski.
In der Regierung von Ministerpräsident Jerzy Buzek bekleidete Kaczyński von Juni 2000 bis Juli 2001 das Amt des Justizministers. Er war Mitbegründer und ab Mai 2001 erster Vorsitzender der nationalkonservativen Prawo i Sprawiedliwość (PiS). Diese kam bei der Parlamentswahl im September desselben Jahres mit 9,5 Prozent der Stimmen auf den vierten Platz. Kaczyński wurde als Abgeordneter des Wahlkreises 25 (Danzig) erneut in den Sejm gewählt, dem er bis zum 10. November 2002 angehörte. Sein Bruder Jarosław löste Kaczyński im Januar 2003 als Parteivorsitzenden ab.

### Stadtpräsident von Warschau
Bei der Kommunalwahl im Herbst 2002 kandidierte Kaczyński für das Amt des Stadtpräsidenten (entspricht einem Oberbürgermeister) der polnischen Hauptstadt Warschau. Im ersten Wahlgang verpasste er mit 49,6 Prozent der Stimmen nur knapp die absolute Mehrheit, in der Stichwahl setzte er sich mit 70,5 Prozent gegen Marek Balicki von der sozialdemokratischen SLD durch. Vom 18. November 2002 bis zu seinem Amtsantritt als Staatspräsident war Kaczyński Stadtoberhaupt von Warschau.
In seine Amtszeit fielen die Gedenkfeiern zum 60. Jahrestag des Warschauer Aufstandes mit der Eröffnung des Museums des Warschauer Aufstandes (2004) sowie die Inbetriebnahme der ersten Linie der Warschauer Stadtschnellbahn (SKM). Zusammen mit dem polnischen Kulturministerium und dem Verein Jüdisches Historisches Institut gründete die Stadt Warschau 2005 das Museum der Geschichte der polnischen Juden, an dessen Grundsteinlegung Kaczyński teilnahm. Als Stadtpräsident verbot er 2004 und 2005 die Parada Równości (Gleichheitsparade) für die Rechte von Lesben und Schwulen, was ihm den Vorwurf der Homophobie eintrug. Später stellten der polnische Verfassungsgerichtshof und der Europäische Gerichtshof für Menschenrechte fest, dass das Verbot gegen das Recht auf Versammlungsfreiheit in der polnischen Verfassung bzw. der Europäischen Menschenrechtskonvention verstieß.

### Wahl zum Staatspräsidenten

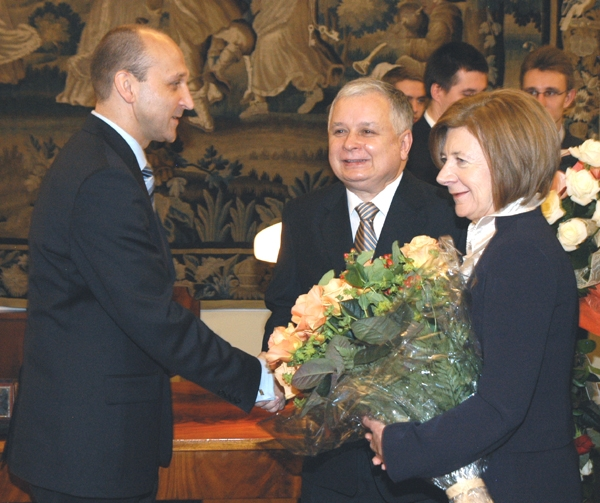
Lech Kaczyński bei seiner Vereidigung als Staatspräsident, mit Ministerpräsident Kazimierz Marcinkiewicz

Am 19. März 2005 verkündete Kaczyński offiziell seine Kandidatur für die polnischen Präsidentschaftswahlen im Herbst 2005 und erreichte am 9. Oktober 2005 im ersten Wahlgang den zweiten Platz hinter dem Kandidaten der Platforma Obywatelska (PO), Donald Tusk. Damit qualifizierte er sich für die Stichwahl gegen Tusk am 23. Oktober 2005, die er überraschend mit 54,04 Prozent bei einer Wahlbeteiligung von 51 Prozent gewann. Der Erfolg seiner Partei Recht und Gerechtigkeit war damit nach dem vorherigen Sieg bei den Parlamentswahlen im September desselben Jahres komplett.

## Politische Positionen

### Außen- und EU-Politik

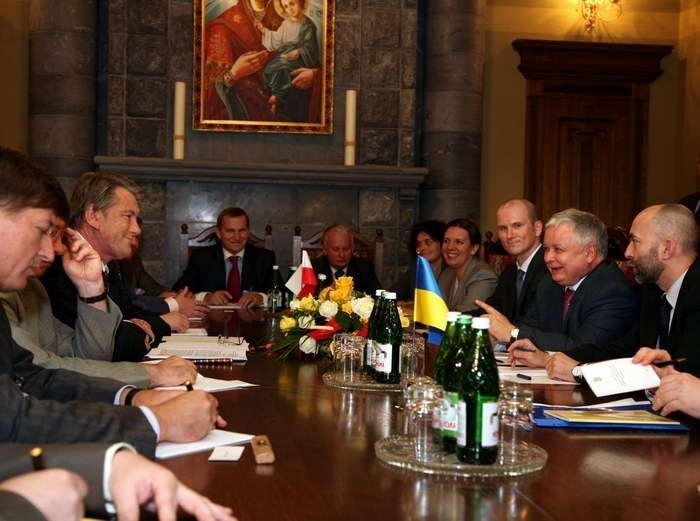
Kaczyński im Juli 2007 auf Staatsbesuch in der Ukraine

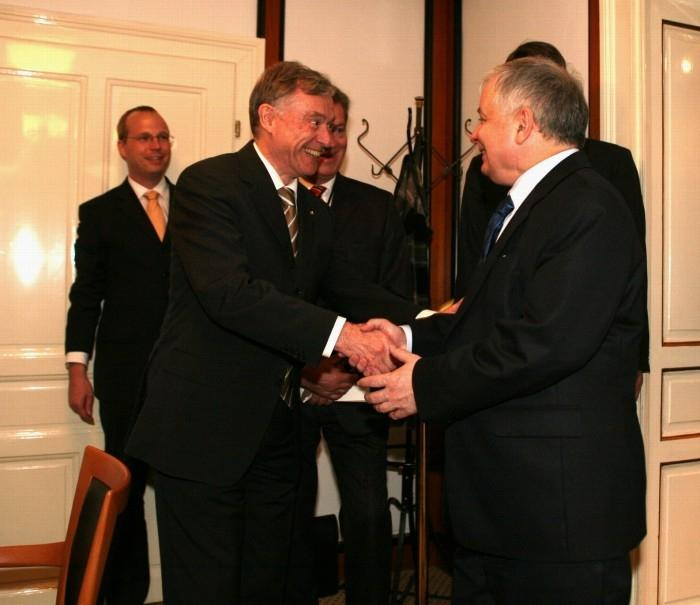
Kaczyński mit dem deutschen Bundespräsidenten Horst Köhler im April 2008

Außenpolitisch unterstützte Kaczyński demokratische Kräfte in den ehemals sowjetischen Nachbarstaaten und deren Souveränitätsbemühungen. Er trat so unter anderem entschieden sowohl für die Orange Revolution in der Ukraine als auch für die demokratischen Kräfte in Georgien und Belarus ein, was den russischen Interessen zuwiderlief und mit Kritik aus Moskau verbunden war.
Am 11. September 2006 traf Kaczyński mit dem israelischen Präsidenten Mosche Katzav in Jerusalem zusammen. Katzav lobte die Haltung Kaczyńskis im Kampf gegen Antisemitismus, der polnische Präsident bot seinerseits die Erhöhung des polnischen UN-Kontingents (UNIFIL) im Libanon an.
EU-politisch setzte sich Kaczyński sowohl für eine starke polnische Souveränität gegenüber der Europäischen Union als auch für eine einheitliche EU-weite Ostpolitik ein und befürwortete eine Verzögerung der Euro-Einführung in Polen sowie ein Referendum zu dieser Frage.
Im Bereich der Energiepolitik setzte er sich insbesondere für die Verminderung der energetischen Abhängigkeit von russischen Öl- und Gaslieferungen und für eine gemeinsame EU-Energiepolitik ein. Sein Verhältnis zu Deutschland und Russland wurde als misstrauisch eingeschätzt, nicht zuletzt wegen des Baus der Nordeuropäischen Gaspipeline durch die Ostsee. Die gemeinsamen Interessen im Streit um die Nordeuropäische Gaspipeline sorgten für die Annäherung zwischen Polen und übrigen Ostseeanrainerstaaten.
Ein Streitthema mit Deutschland war auch das in Berlin geplante Zentrum gegen Vertreibungen, das von Kaczyński scharf kritisiert wurde. In Deutschland fanden seine Einwände ein geteiltes Echo, Bundespräsident Horst Köhler beispielsweise riet, „die Ängste in Polen und Tschechien ernst zu nehmen“, die Präsidentin des Bundes der Vertriebenen, Erika Steinbach, machte hingegen Polen für Spannungen zwischen beiden Ländern verantwortlich. Der politische Rechtsruck in Polen wurde von der deutschen Medienlandschaft weitgehend bedauert. Kaczyński und andere Mitglieder seiner nationalkonservativen Partei empfanden eine Veröffentlichung, in der er und sein Bruder in der linksalternativen taz am 26. Juni 2006 auf der Satireseite „Die Wahrheit“ erwähnt wurden, als Beleidigung und leiteten daraufhin ein Ermittlungsverfahren ein. Der Artikel und die Reaktionen auf ihn sorgten sogar für eine Intensivierung der Verstimmungen zwischen Polen und Deutschland (siehe dazu „Kartoffel-Affäre“). Kurz nach der taz-Veröffentlichung sagte Kaczyński das turnusmäßige Dreiergespräch mit der Bundeskanzlerin und dem französischen Staatspräsidenten im Rahmen des „Weimarer Dreiecks“ aus gesundheitlichen Gründen ab.
In einem Interview mit dem Handelsblatt im November 2022 hat Wolfgang Schäuble (CDU) frühere Fehler im Umgang mit Russland zugegeben. „Ich hätte mal gucken können, was Russland in Tschetschenien treibt. Oder auf den damaligen polnischen Staatspräsidenten Lech Kaczyński hören.“ Dieser habe nach Russlands Überfall auf Georgien gewarnt: „Erst kommt Georgien, dann die Ukraine, dann Moldawien, dann die baltischen Staaten und dann Polen. Er hat recht behalten“, sagte Schäuble.
Nach der gescheiterten ersten Volksabstimmung in Irland über den Vertrag von Lissabon verweigerte Kaczyński seine Unterschrift, da er den Vertrag damit als gegenstandslos ansah. Nach dem positiven zweiten Referendum in Irland unterzeichnete er den Vertrag schließlich.
Kaczyński stand dem US-Raketenschild mit der Stationierung von Raketen in Polen positiv gegenüber.
Am 23. November 2008 wurde in der Nähe seines Konvois beim Besuch in Georgien geschossen, möglicherweise von russischen Soldaten. Russland bestritt dies und warf Georgien eine Inszenierung vor, der polnische Geheimdienst vermutete dies ebenso.

### Innenpolitik
Seine politische Ausrichtung galt als konservativ, katholisch-national und antikommunistisch.
Kaczyński forderte einen Kampf gegen soziale Unterschiede und für mehr Chancengleichheit zwischen den Regionen und wollte den Bürgern ein Gefühl der Sicherheit vermitteln. Er versprach einen Ausbau der Sozialleistungen des Staates, unterstützte kinder- und familienfreundliche Sozialpolitik und wollte die Stellung des Präsidenten in der polnischen Verfassung nach den Vorbildern Frankreichs und der Vereinigten Staaten stärken.
Sein stetiges Anliegen war, die gemeinsame Geschichte nicht in Vergessenheit geraten zu lassen.
Ein weiterer Schwerpunkt seiner Aktivität war die Aufklärung der kommunistischen Vergangenheit und Bestrafung der Täter. Dabei plädierte er für ein Ende der „Schlussstrich“-Politik (poln. Polityka grubej kreski), die dazu beigetragen habe, dass viele frühere Funktionäre und inoffizielle Mitarbeiter der ehemaligen polnischen Sicherheitsdienste nach 1989 unerkannt blieben und weiterhin einflussreiche politische Ämter und wirtschaftliche Positionen behielten, bzw. erlangten (siehe dazu „Wildsteins Liste“). Im Zuge dieser Politik wurde am 30. September 2006 der Militärische Aufklärungsdienst, dem Verbindungen mit dem russischen Militärnachrichtendienst (GRU) und mit der kriminellen Unterwelt vorgeworfen wurden, aufgelöst.
Als der neue polnische Ministerpräsident Donald Tusk als Nachfolger seines Zwillingsbruders am 23. November 2007 im Parlament seine Regierungserklärung abgab, weilte Lech Kaczyński zu einem Staatsbesuch in Georgien. Es war das erste Mal, dass der polnische Staatspräsident der Regierungserklärung des Ministerpräsidenten nicht beiwohnte und ein deutliches Zeichen dafür, dass die Beziehung zwischen den beiden Politikern sehr gespannt war.
Kaczyński sprach sich seit den 1990er Jahren für die Wiedereinführung der Todesstrafe in Polen aus und war kritisch zur Homosexualität eingestellt. Als Warschauer Stadtpräsident hatte er eine Demonstration von Homosexuellen, lokal als Gleichheitsparade (poln. Parada Równości) bekannt, in den Jahren 2004 und 2005 nicht genehmigt. Diese Beschlüsse wurden vom Europäischen Gerichtshof für Menschenrechte als Verletzung des Rechts auf Versammlungsfreiheit gewertet.
Politische Gegner Kaczyńskis, vor allem der aus der kommunistischen Polnischen Vereinigten Arbeiterpartei (PZPR) hervorgegangene Bund der Demokratischen Linken (poln. Sojusz Lewicy Demokratycznej), bezeichneten seine Positionen und die seiner Partei spöttisch als „Kaczismus“.

## Tod und Trauerfeierlichkeiten

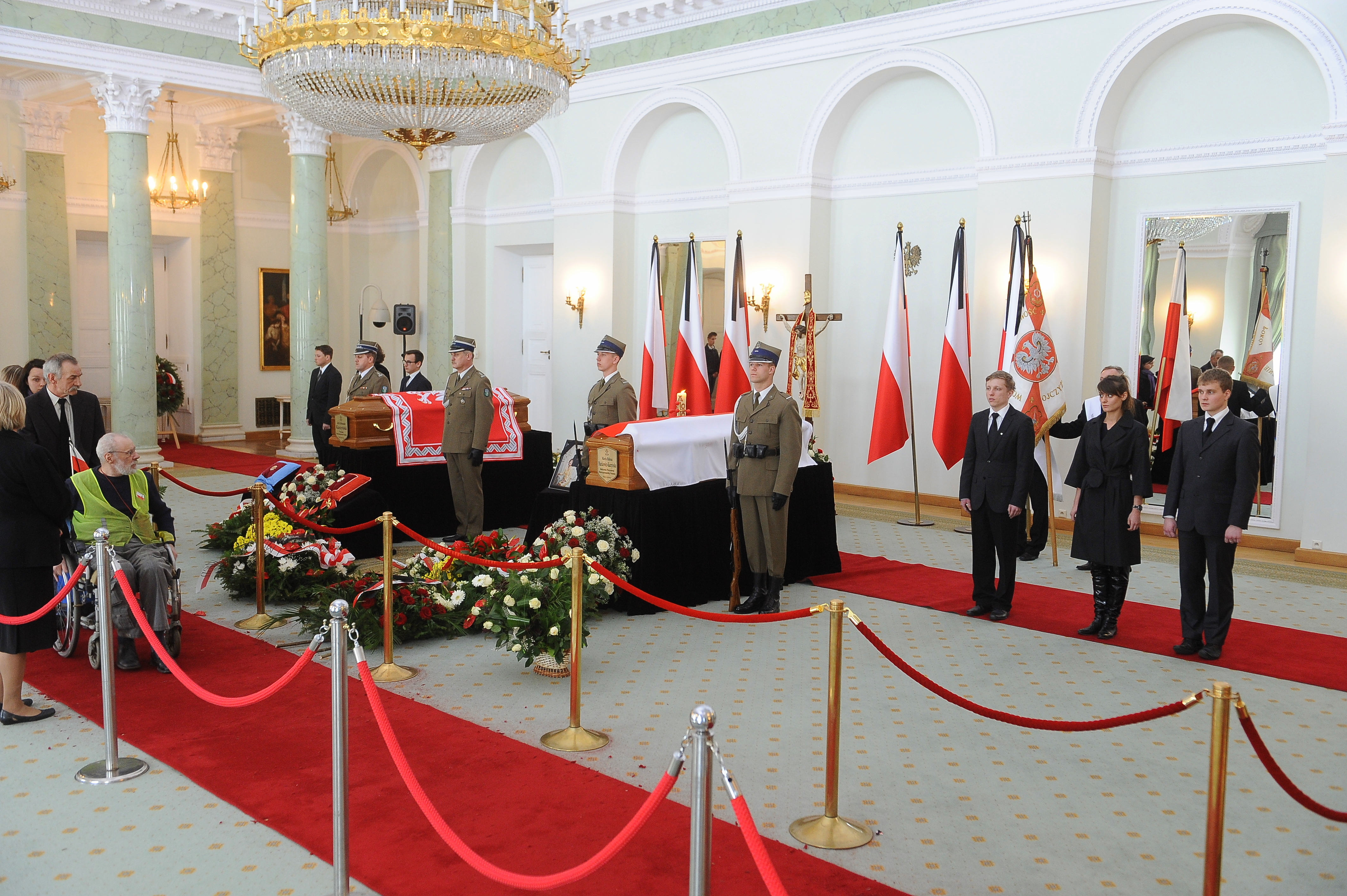
Die Särge der Kaczyńskis in der Kapelle des Präsidentenpalastes

Am 10. April 2010 war Kaczyński auf dem Weg zu einer Gedenkfeier zur Erinnerung an die Ermordung polnischer Offiziere durch den sowjetischen Geheimdienst 1940 im russischen Katyn. Sein Flugzeug, eine Tupolew Tu-154M der polnischen Luftstreitkräfte, stürzte beim Landeanflug auf den Militärflugplatz Smolensk-Nord ab, wobei alle Insassen ums Leben kamen. Verfassungsgemäß übernahm Sejmmarschall Bronisław Komorowski als Parlamentspräsident die Amtsgeschäfte des Staatsoberhauptes und ordnete eine siebentägige Staatstrauer an.
Einen Tag nach dem Unglück wurde Kaczyńskis Leichnam von Smolensk nach Warschau überführt. An der Abschiedszeremonie in Russland hatte unter anderem der russische Regierungschef Wladimir Putin teilgenommen. Die Identifizierung von Maria Kaczyńska war aufwendiger und wurde in Moskau vorgenommen. Deswegen erreichte ihr Sarg Warschau zwei Tage später. Die Fahrt beider Särge vom Flughafen zum Präsidentenpalast wurde von Tausenden Menschen begleitet. Die Särge wurden in der Kapelle des Präsidentenpalastes aufgebahrt, wo bis zu den Trauerfeierlichkeiten ca. 180.000 Menschen vom Präsidentenpaar Abschied nahmen.
Am 17. April 2010 begannen die offiziellen Trauerfeierlichkeiten. Am Morgen um 8:56 Uhr wurde landesweit mit einer Schweigeminute und Sirenenton gedacht. Auf dem Piłsudski-Platz in Warschau fand eine große Andacht statt. Dort wurde ein Altar aufgestellt, im Hintergrund waren großdimensionierte Bilder aller Unfallopfer abgebildet und es wurden alle Namen der Opfer einzeln verlesen.

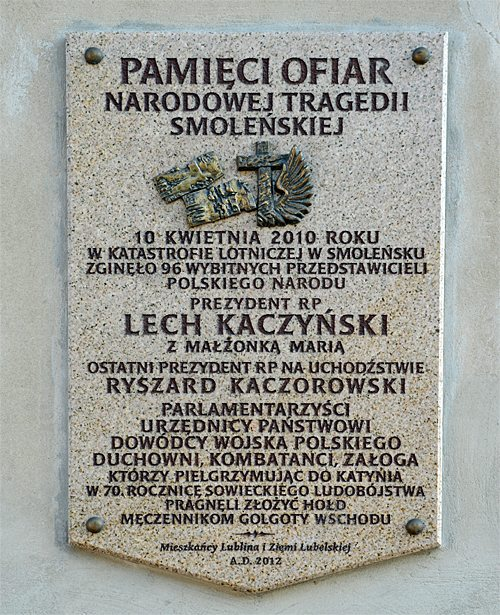
Gedenktafel für Lech Kaczyński und seine Frau Maria in Lublin

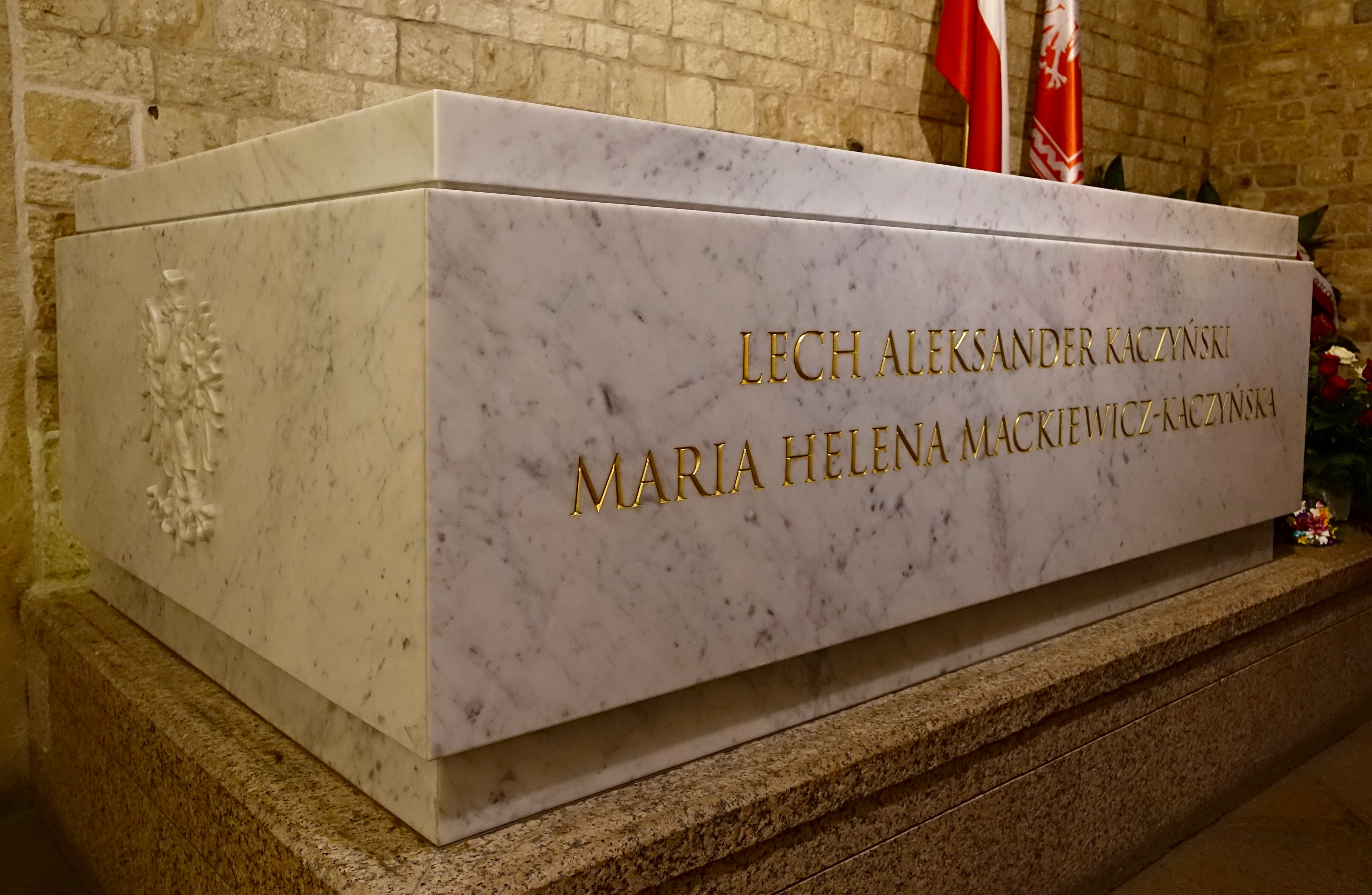
Doppelsarkophag von Lech Kaczyński und Maria Kaczyńska in der Gruft der Wawel-Kathedrale

Die Aussegnungszeremonie fand am 18. April 2010 in der Krakauer Marienkirche statt. Von der Kirche wurden die Särge auf Lafetten zum Fuße des Wawel-Hügels gebracht, von wo sie zur Gruft der Wawel-Kathedrale getragen wurden. Die Särge liegen gemeinsam in einem Sarkophag. Fernsehkameras verfolgten das ganze Geschehen bis vor die Kathedrale. Auf dem Marktplatz und vor Großbildleinwänden auf den Błonia-Wiesen und dem Łagiewniki-Sanktuarium verfolgten rund 150.000 Menschen die Zeremonie. Wie schon am vorhergehenden Sonntag waren die meisten Geschäfte im ganzen Land zumindest während der Zeremonie geschlossen. Und in den wenigen geöffneten Läden durfte bis um 20 Uhr abends kein Alkohol verkauft werden. Die Zeremonie war so umfangreich, dass für ihre Vorbereitung auch die Kirchen in der unmittelbaren Umgebung der Marienkirche benötigt wurden und deshalb zahlreiche Messen an diesem Tag ausfallen mussten.
Es waren zahlreiche hochrangige Politiker aus dem Ausland eingeladen, die aber teilweise ihren Besuch absagen mussten, weil die meisten europäischen Flughäfen aufgrund des Ausbruchs des Eyjafjallajökull gesperrt waren. Hierzu gehörten unter anderem die Schweizer Bundespräsidentin Doris Leuthard, US-Präsident Barack Obama und die deutsche Bundeskanzlerin Angela Merkel. Als Vertreter Deutschlands nahmen Bundespräsident Horst Köhler und Bundesaußenminister Guido Westerwelle an der Trauerfeier teil.

### Kontroverse um den Bestattungsort
Auf Wunsch der Familie Kaczyński billigte der Metropolit von Krakau, Kardinal Stanisław Dziwisz, die Bestattung des Präsidentenpaares in der Gruft der Kathedrale der Krakauer Königsburg Wawel. Dieser Entschluss löste trotz der Staatstrauer Diskussionen in Polen aus.
Die Königsburg Wawel war für Jahrhunderte die Residenz der polnischen Könige und Krakau in dieser Periode das geistige, kulturelle und politische Zentrum des Landes. Fast alle polnischen Könige (auch solche, die ihre Residenz in der neuen Hauptstadt Warschau hatten), die vier Nationalhelden Józef Poniatowski, Tadeusz Kościuszko, Józef Piłsudski und Władysław Sikorski sowie die beiden Nationaldichter Adam Mickiewicz und Juliusz Słowacki haben hier ihre ewige Ruhestätte. Heute ist der Wawel eines der bedeutendsten nationalen Symbole.
Viele Polen vertraten die Meinung, dass ein Politiker wie Kaczyński nicht zwischen polnischen Königen und Nationalhelden seine ewige Ruhe hätte finden sollen. Schon zu Lebzeiten kritisierten sie Kaczyńskis Amtsführung und warfen ihm einen Mangel an politischen Erfolgen vor. In Umfragen waren seine Popularitätswerte im Februar 2008 deutlich hinter den von Ministerpräsidenten Donald Tusk oder seines Parteikollegen Zbigniew Ziobro zurückgefallen und erholten sich seither nicht mehr. Deswegen fanden in den auf die Entscheidung über den Wawel als Bestattungsort folgenden Tagen in mehreren Städten Polens Proteste gegen diesen Entscheid statt.

## Auszeichnungen und Ehrungen
- Orden vom Weißen Adler
- Großkreuz des Ordens Polonia Restituta
- Collane des Verdienstordens Pro Merito Melitensi (14. Mai 2007)
- Orden des Infanten Dom Henrique[45] (2. September 2008)
- National Order of Merit (18. März 2009)[46]
- Collane des Verdienstordens der Republik Ungarn (2009)
- Orden des Weißen Löwen (21. Januar 2010)[47]
- Orden des Nationalhelden von Georgien[48] (10. April 2010)
- Orden des Fürsten Jaroslaw des Weisen I. Klasse (2007)
- Ehrendoktorwürde der Staatlichen Universität Tiflis in Georgien (16. April 2007)
- Ehrendoktorwürde der Fremdsprachenuniversität Hankuk in Seoul (6. Dezember 2008)
- Ehrendoktorwürde der Katholischen Universität Lublin (1. Juli 2009)
- Ehrenbürger von Warschau (posthum am 15. April 2010)
- Benennung des LNG-Tankers Lech Kaczyński